# 東海グランプリ
東海グランプリは、日本プロポケットビリヤード連盟(JPBA)が主管して行っているポケットビリヤードの大会。愛知県内で行われるオープン戦。JPBAランキングのポイント対象となる公式戦。グレードはG3に分類される。

## 歴史
1996年から開催され、読売オープン、東海ナインボールグランプリを経て現在の名称になった。女子の開催は2000年から。種目は男子がテンボール、女子がナインボールとなっている。(2012年現在)

## 歴代成績
| 開催年 | 男子優勝者                      | 男子準優勝者                  | 女子優勝者   | 女子準優勝者                              |
| ------ | ------------------------------- | ----------------------------- | ------------ | ----------------------------------------- |
| 1997   | 高橋邦彦                        | A・リニング( フィリピン)      |              |                                           |
| 1998   | 桧垣真也                        | 白岩篤                        |              |                                           |
| 1999   | 川端聡                          | 藤本共史アマ                  |              |                                           |
| 2000   | 李昆芳( チャイニーズタイペイ)   | 朴信映＝韓国                  | 三浦陽子     | 久保田光実                                |
| 2001   | 田中雅明                        | 桧山春義                      | 梶谷景美     | ジェニファーチェン( チャイニーズタイペイ) |
| 2002   | 鄭栄和( 韓国)                   | 山本久司                      | 高木まき子   | 梶谷景美                                  |
| 2003   | 北谷好宏                        | 山本久司                      | 梶谷景美     | 並木咲子                                  |
| 2004   | 川端聡                          | 西嶋大策                      | 女子＝不開催 | 女子＝不開催                              |
| 2005   | ラミル・ガレゴ( フィリピン)     | A・リニング( フィリピン)      | 梶谷景美     | 李佳( 中国)                               |
| 2006   | 大井直幸                        | R・モルタ( フィリピン)        | 高木まき子   | 夕川景子                                  |
| 2007   | 原口俊行                        | 高野智央                      | 梶谷景美     | 大谷晃央                                  |
| 2008   | 福本宇太郎                      | 矢野裕一                      | 河原千尋     | 福家美幸                                  |
| 2009   | 草野寿                          | 田中雅明                      | 大井由希子   | 福家美幸                                  |
| 2010   | 大井直幸                        | 高橋邦彦                      | 大井由希子   | 福家美幸                                  |
| 2011   | ジュンダル・メゾン( フィリピン) | カルロ・ビアッド( フィリピン) | 福家美幸     | 夕川景子                                  |
| 2012   | ラミル・ガレゴ( フィリピン)     | 赤狩山幸男                    | 河原千尋     | 夕川景子                                  |
| 2013   | 土方隼斗                        | 福本宇太郎                    | 河原千尋     | 木村真紀                                  |
| 2014   | 羅立文                          | 栗林達                        | 梶谷景美     | 河原千尋                                  |
| 2015   | 田中雅明                        | 井上浩平                      | 栗林美幸     | 梶谷景美                                  |
| 2016   | 大井直幸                        | 川端聡                        | 栗林美幸     | 河原千尋                                  |